# Né di Eva né di Adamo
Né di Eva né di Adamo (titolo originale Ni d'Ève ni d'Adam) è il 16º romanzo della scrittrice belga Amélie Nothomb, edito in Italia da Voland a partire dal febbraio 2008. Si tratta di un romanzo autobiografico, una storia d'amore per un Paese, il Giappone, e per un ragazzo, Rinri, che l'autrice ha pertanto scelto di raccontare in prima persona. Dal libro è stato tratto il film Il fascino indiscreto dell'amore (2014) di Stefan Liberski.

## Trama
Amélie all'età di venti anni torna finalmente nella sua amata patria, abbandonata all'età di cinque anni: il Giappone. Frequenta un corso di giapponese business ma per migliorare ulteriormente decide di proporsi come insegnante di francese, al fine di uno scambio linguistico. Viene contattata da un ventenne di Tokyo, Rinri. I due si danno appuntamento in un caffè e la situazione è subito chiara: la conoscenza della lingua francese di Rinri è disastrosa. Inizia così un rapporto insegnante-alunno che si trasformerà ben presto in una relazione e che porterà Amélie a rivisitare la sua amata terra, riscoprendo le tradizioni e lo stile di vita giapponesi.

## Riconoscimenti
Nel 2007 Né di Eva né di Adamo ricevette una nomina al Prix Goncourt e al Prix Renaudot. Nello stesso anno vinse il Prix de Flore.